# Шумановка
Шума́новка (рос. Шумановка) — село у складі Німецького національного району Алтайського краю, Росія. Адміністративний центр та єдиний населений пункт Шумановської сільської ради.

## Населення
Населення — 1288 осіб (2010; 1413 у 2002).
Національний склад (станом на 2002 рік):
- росіяни — 49 %
- німці — 40 %